# Theodor Trautwein
Theodor Trautwein (* 19. Dezember 1833 in Stuttgart; † 2. Juli 1894 in München) war ein deutscher Buchhändler, Redakteur und einer der Gründer des Deutschen Alpenvereins (DAV).

## Leben und Wirken
Er war der jüngste Sohn eines Professors am Katharinenstift in Stuttgart und besuchte bis zur 7. Klasse das Gymnasium in Stuttgart. Nach dem frühen Tod des Vaters verließ er das Gymnasium aus Rücksicht auf die Vermögensverhältnisse seiner Familie. Er absolvierte ab 1848 eine vierjährige Lehre als Buchhändler in Stuttgart und arbeitete im Anschluss als Gehilfe in Buchhandlungen in Oldenburg und Bonn. 1859 erhielt er eine erste dauerhafte Anstellung in der Lindauer'schen Buchhandlung in München. Ab 1881 war er als Sekretär an der Königlichen Hof- und Staatsbibliothek zu München tätig.
Frühzeitig interessierte er sich für den aufkommenden Alpentourismus und verfasste den 1865 erstmals gedruckten Reiseführer Wegweiser durch Südbaiern, Nordtirol und die angrenzenden Theile von Salzburg, der in mehreren Auflagen erschien und sich zu einem Standardwerk der Reiseliteratur in Südbayern, Nordtirol und im Salzburger Land entwickelte.
Gemeinsam mit Franz Senn, Johann Stüdl, Paul Grohmann und Karl Hofmann gehörte er 1869 zu den Gründern des Deutschen Alpenvereins und dessen Sektion München, in deren Vorstand er viele Jahre Mitglied war. Als Konservator war er bis 1872 zuständig für Bibliothek und Sammlungen, 1872 wurde er zum Zweiten Sektionsvorsitzenden gewählt. Im Gesamtverein des DAV war er in den Jahren 1869 und 1870 Redakteur der Vereins-Zeitschrift. Nach der Bildung des Deutschen und Österreichischen Alpenvereins (DuOeAV) war er von 1877 bis 1888 Redakteur der Zeitschrift des DuOeAV und von 1877 bis 1884 der Mitteilungen des DuOeAV.
Er erkrankte im 61. Lebensjahr nach einer zu raschen Wanderung durch die Vorderkaserklamm an einer Lungenentzündung, die am 2. Juli 1894 zum Tode führte.